# Мцхета
Мцхе́та (груз. მცხეთა) — город в Грузии. Административный центр края Мцхета-Мтианети. Расположен в нескольких километрах севернее Тбилиси, у слияния Арагви и Куры. Один из древнейших городов Грузии, основан в V веке до н. э.
Население города составляет 7940 человек (перепись 2014 года).

## Этимология
Название города происходит от племени Мушки (Месхи, Мосхи). Мцхета буквально означает «земля Месхов».

## История
Согласно древним грузинским историческим традициям, город основал легендарный Мцхетос, сын Картлоса.

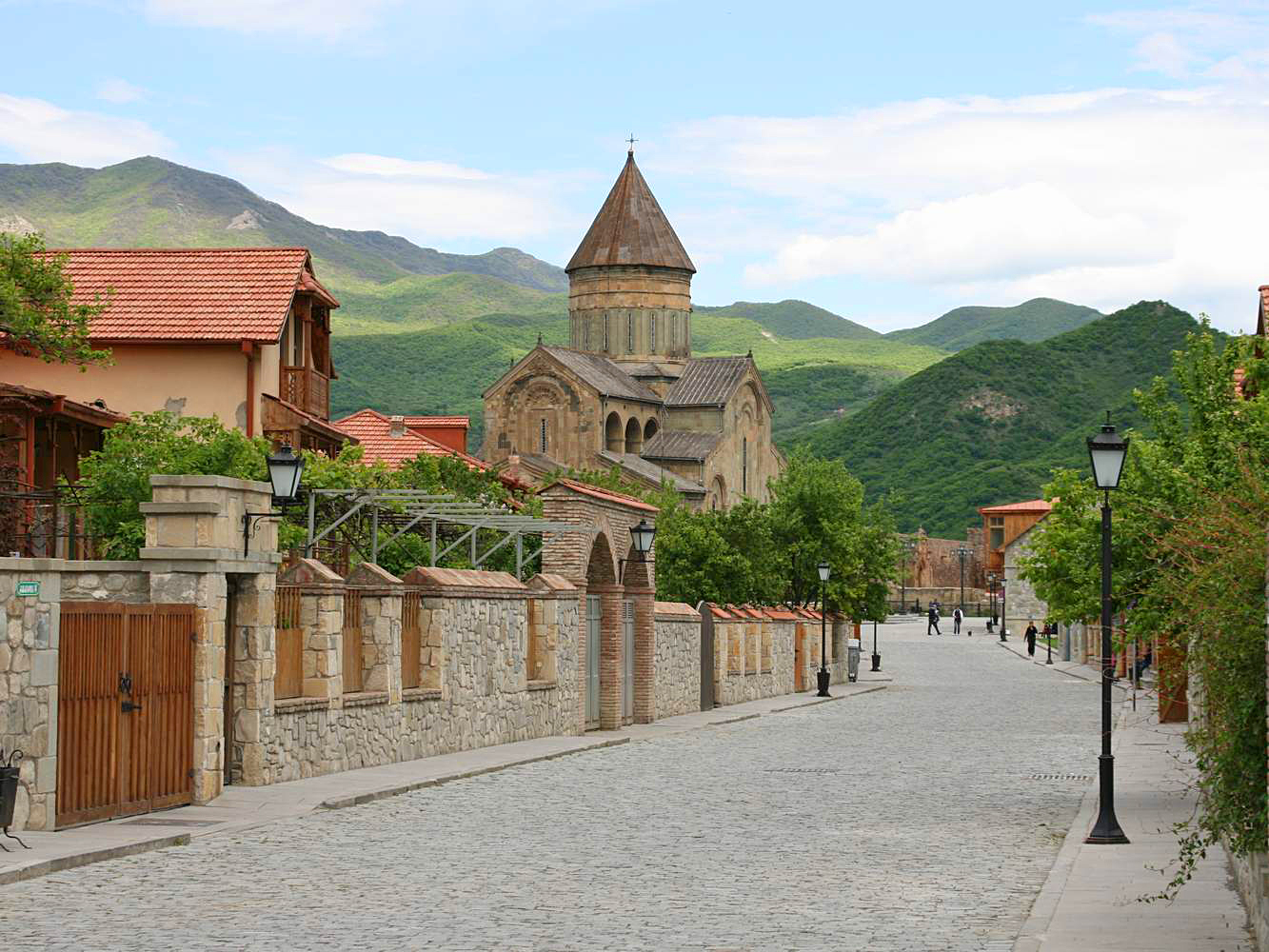
Одна из улиц Мцхеты с видом на Светицховели

Археологические раскопки прослеживают заселение людей в районе Мцхеты со II тысячелетия до н. э.. Многочисленные захоронения бронзового века (начало I тысячелетия до н. э.) доказывают, что Мцхета уже была значительным поселением в тот период.
В период с VI по V век до н. э. наблюдалась консолидация Восточной Грузии, также известной как Иберия (Картли), с сопутствующим переселением некоторых грузинских племен. Наиболее значительными из этих племён были мосхи (месхи), происходившие из Малой Азии. Они основали свои поселения в центральной части Картли и впоследствии учредили будущую иберийскую столицу, Мцхету (город месхов).
В хрониках упоминается, что Иберия (Картли) и её столица были завоёваны Александром Македонским в IV веке до нашей эры, вследствие чего Азо воцарился в Мцхете. В городе он воздвиг статуи — Гаци и Гаима — золотых и серебряных идолов. Вскоре Азо потерпел поражение от Фарнаваза, члена знатной семьи из Мцхеты, который вступил на престол в 284/83 г. до н. э. и основал династию Фарнавазидов. Фарнаваз воздвиг статую бога луны Армази на холме с видом на Мцхету, дав грузинам, не подавляя прежних верований, единую религию.
И раскопки, и грузинские летописи рассказывают о значительном строительстве в эллинистический период: жилые дома, дворцы и укрепления. Как и другие грузинские города, Мцхета была разделена на собственно город и цитадель. Новая стена вокруг Мцхеты была восстановлена царём Фарнавазом в начале III века до н. э., а затем укреплена его сыном Саурмагом в конце III — начале II века до н. э.. Город был завоёван римским полководцем Помпеем в 65 г. до н.э. Мцхета значительно расширилась с I века н. э. и стала включать территорию по обоим берегам реки. Столица и её окрестности, «Большая Мцхета», были защищены системой крепостей, из которых Армазцихе-Багинет (Гармозика) и Севсамора (сов. Цицамури) на реке Арагви (Страбон, XI, 3, 5; Птолемей, География, V, 20, 3) были самостоятельными городами.
Согласно грузинским летописям, в дохристианские времена в Мцхете стояли статуи местных богов Армази, Задени, Гаци и Гаим и женских божеств Айнины и Данины. В городе проживали представители нескольких рас, религий и языков; существовали еврейский и персидский (магийский) кварталы.
Прибытие евреев в квартал Зарнави Мцхеты (169 г. до н. э.) приписывается политике Саурмага. Исторические источники утверждают, что евреи, поселившиеся в Грузии, не прекращали связи с своей родиной до прихода Иисуса Христа. Один из них, Елиоз, был свидетелем распятия и принёс в Мцхету Ризу Господней, который был погребен вместе с сестрой Елиоза. Только мцхетские евреи хранили память о Ризе Господней, а также о мантии святого Илии и чудотворном кедре, пересаженном из Ливана в Мцхету.

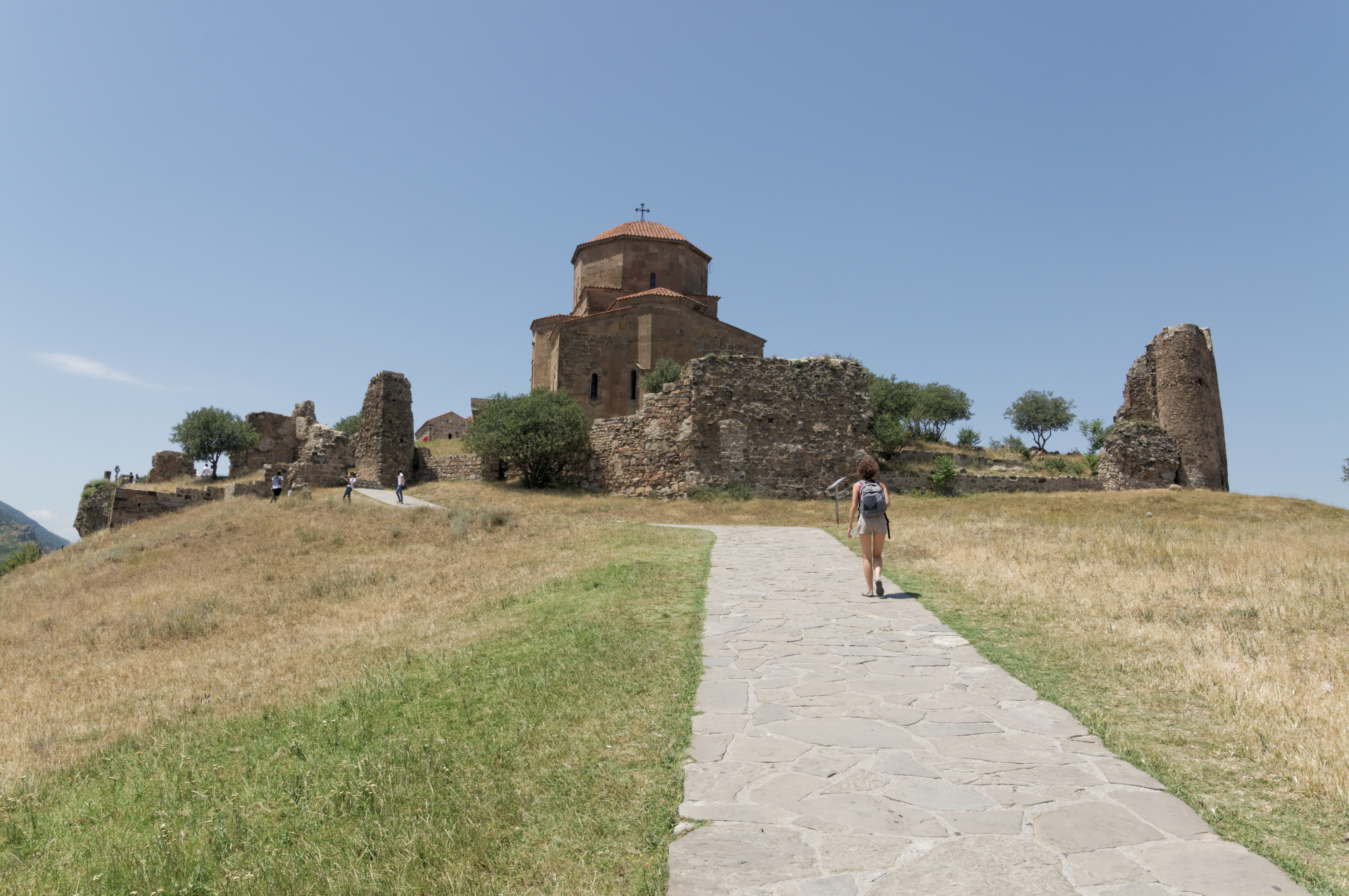
Церковь Джвари, VII век

В конце II — начале I царь Фарнаджом укрепил свои отношения с персами (Парфянское царство) и пригласил зороастрийских священников поселиться в Мцхете. Возможно, это привело к строительству зороастрийских храмов в городе, но археологические свидетельства это не подтверждают. Городское население в течение следующего столетия также включало арамейские («сирийские»), армянские и иранские общины. Правление царя Адерки (2 г. до н. э.—55 г. н. э) связано с появлением первых христианских общин в Картли и прибытием Ризы Господней в Мцхету, привезённой из Иерусалима местными евреями.
Мцхета была городом, где святая Нина Каппадокийская проповедовала христианство. Благодаря стараниям святой Нины христианство в качестве государственной религии было объявлено царём Мирианом, современником императора Константина I. В первые годы после обращения Грузии в христианство в центре города, на том месте, где, согласно преданию, была погребена Риза Господня, построили небольшую деревянную церковь, таким образом подражая Храму Гроба Господня в Иерусалиме (которая впоследствии стала собором Светицховели). Археологические раскопки выявили остатки деревянной церкви внутри собора.
В начале раннего средневековья Мцхета была культурно развитым городом. Надгробие, датируемое концом IV началом V века, найденное в некрополе Самтавро, содержит эпитафию на греческом языке, рассказывающую о главном архитекторе и архизографе (художнике) Мцхеты Аврелии Ахолисе. V веку н. э. маленькая церковь уже не удовлетворяла растущую христианскую общину города, и царь Вахтанг I Горгасали построил большую базилику, величайшую Успенскую церковь в Грузии, Светицховели, которая сохранилась до XI века. В этом же периоде было избран первый Католикос всея Грузии, резиденция которого располагалась в Светицховели, в Мцхете. Сын и наследник царя Вахтанга Горгасали, Дачи (начало VI века н. э.), перенёс столицу из Мцхеты в более легко защищаемый Тбилиси в соответствии с завещанием, оставленным его отцом. Впоследствии значение Мцхеты стало уменьшаться, а значение Тбилиси росло.

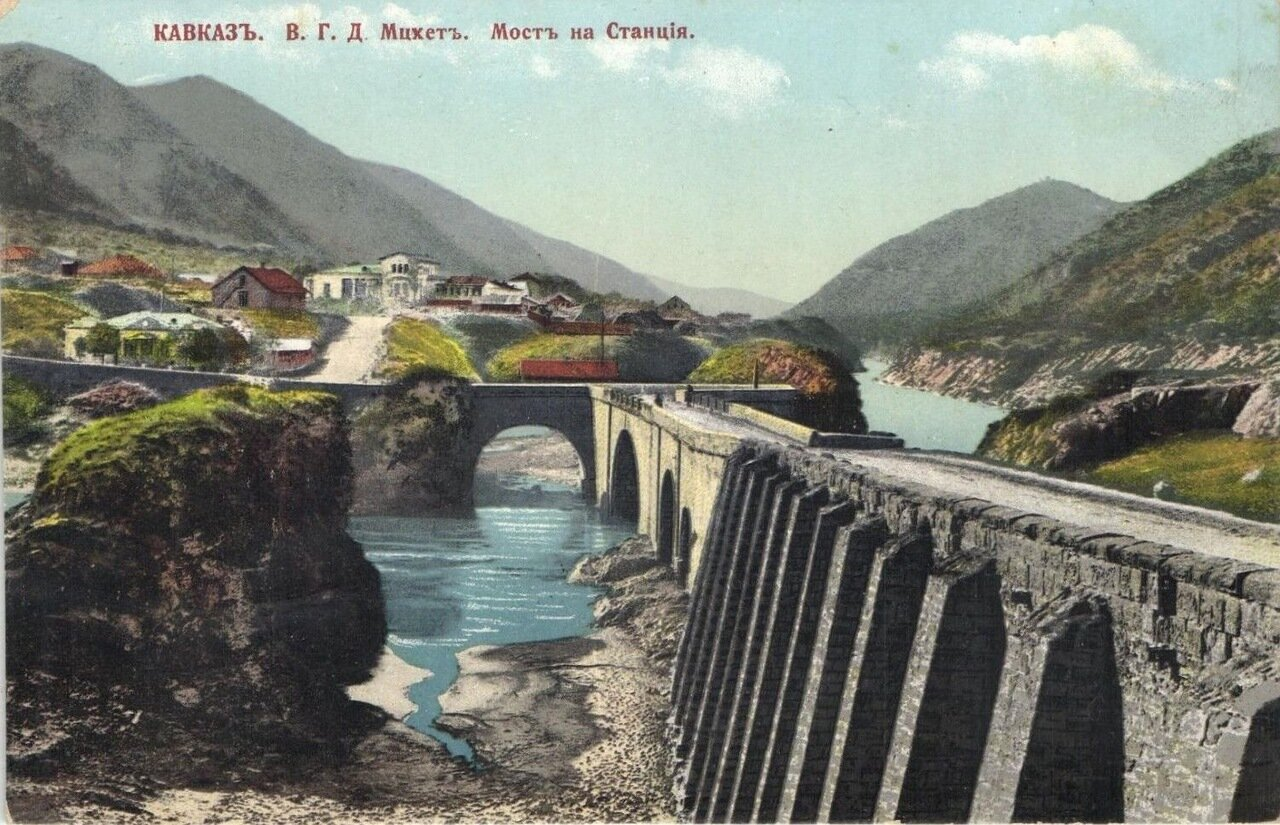
Мост у города.

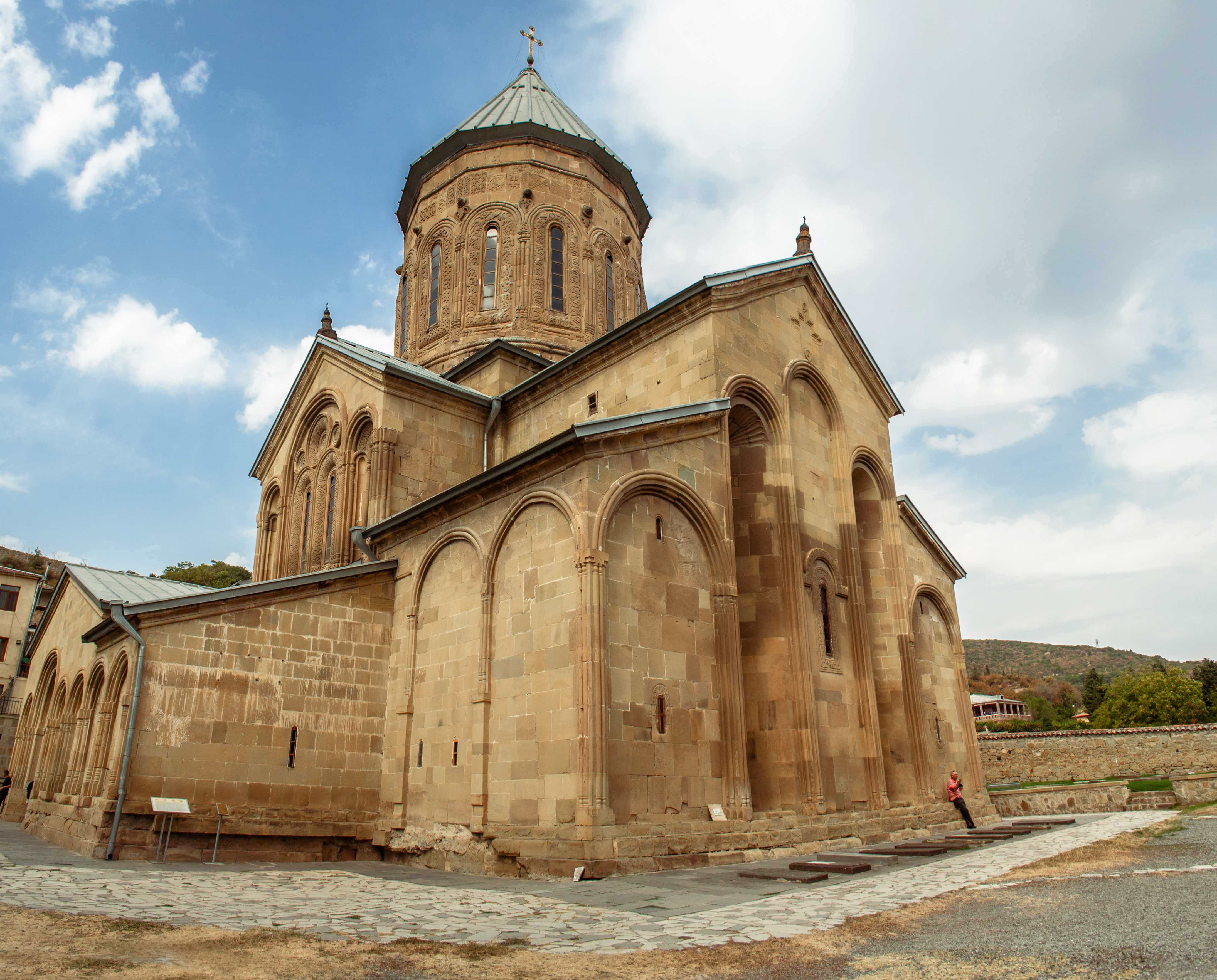
Монастырь Самтавро, XI век

Великие князья Картлии Гуарам и Стефаноз (586—604 гг.) построили церковь Джвари (Святого Креста) на вершине холма с видом на центральную часть Мцхеты, где св. Нина установила крест. Церкви VI—VII веков в Самтавро называемые Антиохия и Гефсимания ссылаются на аналогию, которая представляла Мцхету в качестве «второго Иерусалима». Начиная с VI века Мцхета оставалась главным религиозным центром Грузии. До XIX века Мцхета оставалась местом коронации и захоронения для большинства царей Грузии.
В Российской империи административно входила в состав Душетского уезда Тифлисской губернии.
26 сентября 1956 года посёлок городского типа Мцхета получил статус города. В знак признания своей роли в грузинской христианской истории Мцхета была удостоена статуса «Священного города» католикосом-патриархом всея Грузии Илией II в соответствии с письменным свидетельством его предшественника XI века Мелхиседека I. До окончания строительства собора Самеба во Мцхете находилась кафедра Патриарха Грузии.
В советское время в Мцхете действовал Мцхетский виноградарский совхоз. В этом совхозе трудился Герой Социалистического Труда Пируз Владимирович Сохашвили.

## Культурное наследие
В Мцхете находятся остатки укреплённых резиденций Армазской крепости (Армазцихе), Бебрисцихе, городских кварталов, могильники, а также комплекс монастыря Самтавро (главный храм XI века) и кафедральный собор Светицховели. Близ Мцхеты находятся один из древнейших в стране монастырских храмов Джвари (VI век), Шио-Мгвимский монастырь. Памятники культуры региона находятся под охраной ЮНЕСКО и относятся к всемирному наследию.

Старые районы Большой Мцхеты: Саркине, Цицамури, Накулбакеви, Карсани, Мухатгверди, Калоубани-Кодмани.

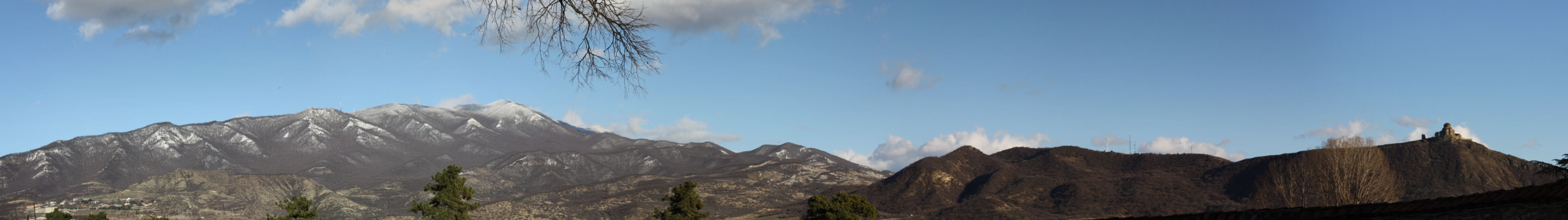
Вид на монастырь Джвари и горы вокруг Мцхеты из монастыря святой Нины.